# Breno Borges
Breno Vinicius Rodrigues Borges, mer känd som Breno, född 13 oktober 1989 i Cruzeiro, São Paulo, är en brasiliansk fotbollsspelare som spelar som försvarare.
Den 4 juli 2012 dömdes Breno till fängelse i tre år och nio månader för att ha bränt upp sitt hus i oktober 2011.